# Menuet (filme)
Menuet é um filme de drama batavo-belga de 1982 dirigido por Lili Rademakers, com roteiro de Hugo Claus baseado em romance de Louis Paul Boon.
Foi selecionado como representante da Bélgica à edição do Oscar 1983, organizada pela Academia de Artes e Ciências Cinematográficas.